# 核动力推进

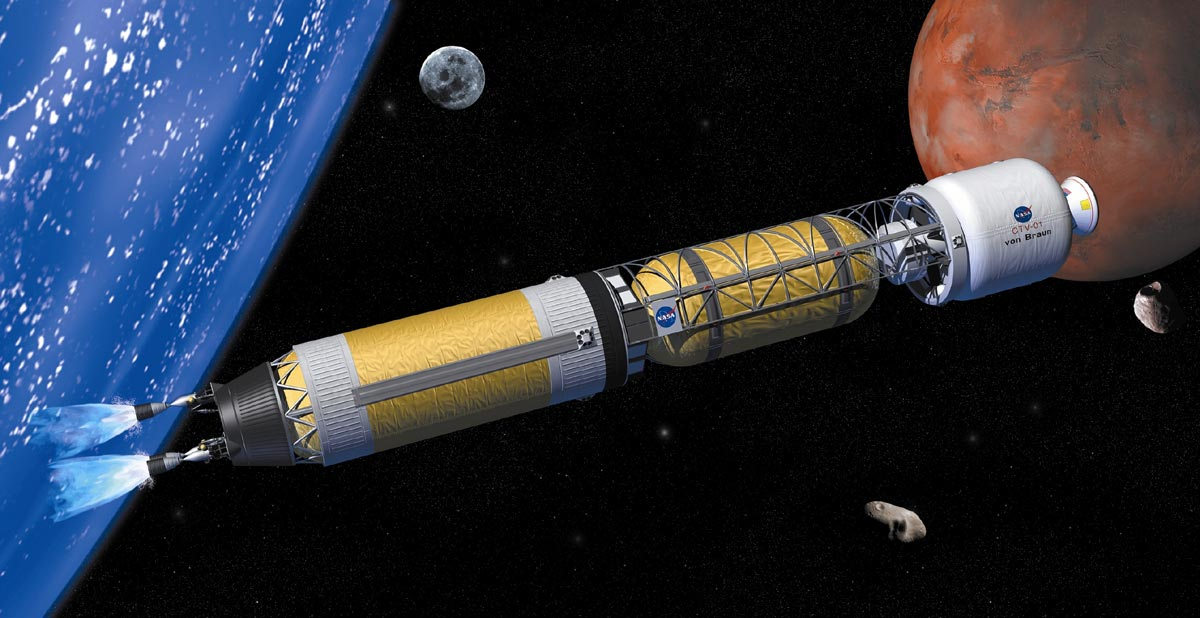
構想中的核能太空船

核动力推进，或核动力驱动，是一大类的推进系统使用核反应作为主要的功能装置，不特指船艦的動力，也可以是陸上，航天器的能量來源。很多潜艇，以及破冰船等使用核反应堆作为他们的动力装置。交通工具核動力化的嘗試以船艦應用最為成功，主因有三，首先，船隻體積較大，可以承載反應爐與相關設備、維護人員等，再者船隻的龐大能源需求也與核動力的大量輸出相匹配，三，取得核電設施的冷卻源十分方便，考量船隻正好是水上航運工具，所仰賴的水源取之不盡。

## 用途分類

### 核动力船艦

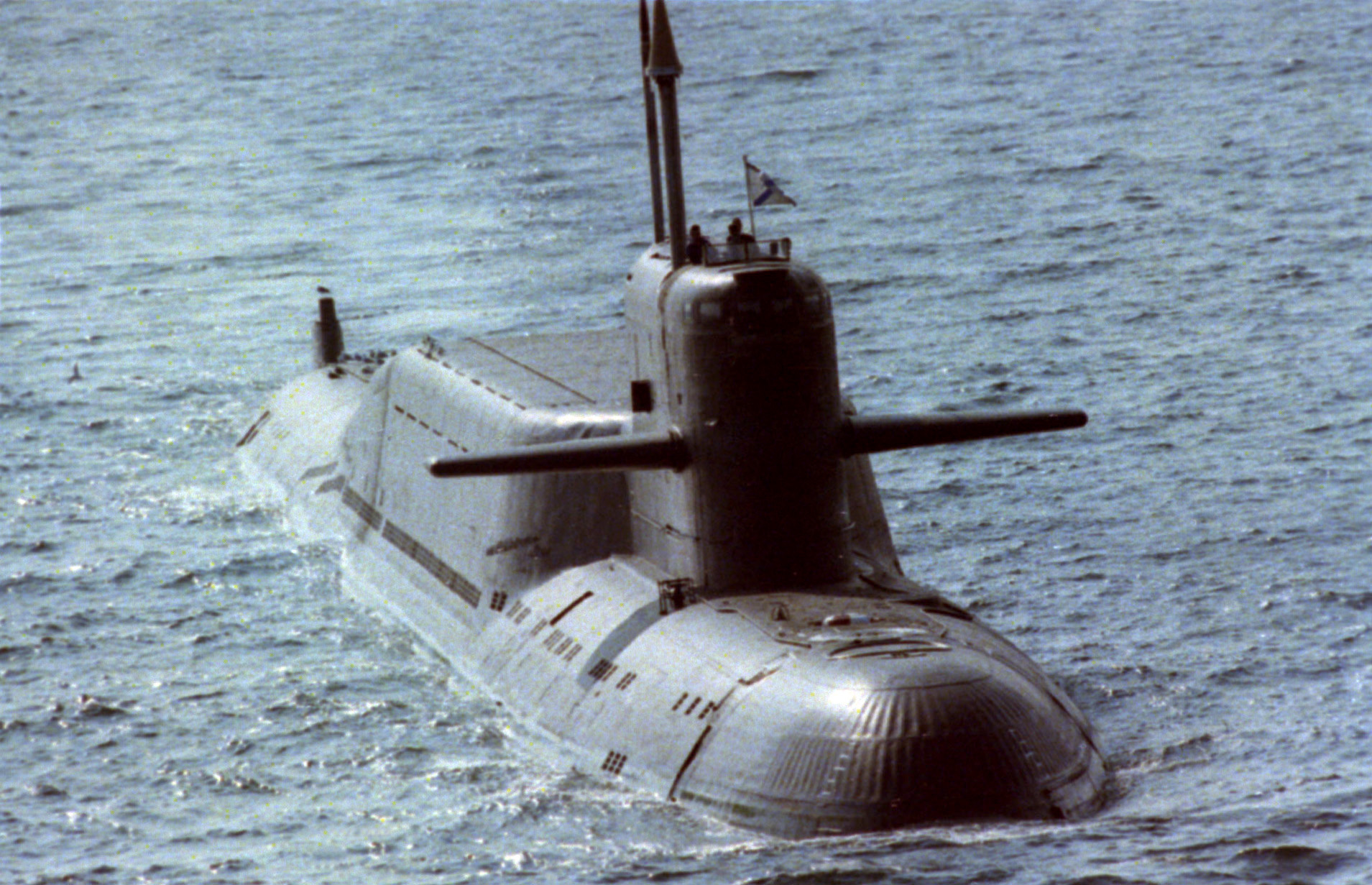
核动力潛艇。

- 核動力潛艇

只有五個聯合國安理會常任理事國，中國、俄羅斯、美國、英國和法國，以及印度共六個國家擁有核動力潛艇，主要有兩類：用於發射彈道飛彈投遞核彈頭，讓國家擁有核威慑力量的弹道导弹潜艇，還有用作發射魚雷和巡航導彈進行反艦及對地攻擊的攻击型潛艇。
- 核動力航空母舰
  - 美國海軍企業號航空母艦
  - 美國海軍尼米茲級航空母艦
  - 美國海軍福特級航空母艦
  - 法國海軍戴高樂號航空母艦

- 核動力巡洋艦
  - 美國海軍長堤號飛彈巡洋艦
  - 俄羅斯海軍基洛夫級導彈巡洋艦

### 航天
核航天器推进
- 核脉冲推进
- 核热力火箭
- 巴萨德冲压发动机